# Estudi (música)
|  | Per a altres significats, vegeu «estudi de gravació». |

| Étude No.2 de Chopin                                |
|                                                     |
| Martha Goldstein tocant en un Érard (1851) - 1571KB |
|                                                     |

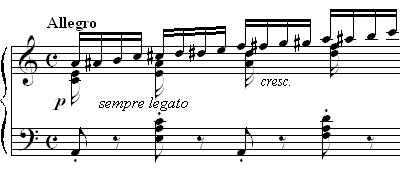
Étude Op. 10, No. 2 de Chopin: una escala cromàtica ràpida en la mà dreta serveix per desenvolupar els dits més dèbils d'aquesta mà. La majoria d'études estan escrit per a perfeccionar una habilitat tècnica en particular.

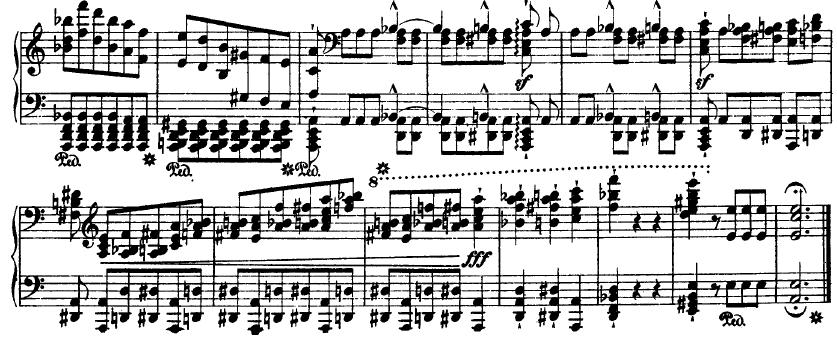
Últims compassos de l'Estudi transcendental núm. 2 de Franz Liszt. Un dels seus estudis més difícils, aquest és un estudi en passatges per a mans alternades i superposades.

Un estudi, sovint anomenat en francès étude, és una composició musical instrumental de considerable dificultat, la qual està dissenyada normalment per a proporcionar material de pràctica per perfeccionar una determinada capacitat tècnica. La finalitat de l'estudi pot ser assolir el domini tècnic d'un instrument, o també de la veu.
Se'n considera precedents els exercicis d’Oswald Holtzach (1515), i les toccate italianes del segle xvii, però la tradició d'escriure estudis començà a principis del segle xix amb la creixent popularitat del piano. De la gran quantitat d'estudis d'eixa època n'hi ha uns quants que encara s'utilitzen hui en dia com a material didàctic (particularment les peces de Carl Czerny i Muzio Clementi), i uns quants creats per compositors de renom com Frédéric Chopin, Franz Liszt, Schumann, Scriabin, Claude Debussy o Charles-Valentin Alkan, que pel fet de combinar el valor didàctic amb un nivell artístic elevat han aconseguit un lloc en el repertori de concert actual. Alguns compositors del segle XX produïren estudis relacionats amb l'antiga escola (György Ligeti), que requereixen una tècnica no ortodoxa (John Cage) i d'altres que requereixen una tècnica extremadament senzilla.
Per a violí destaquen els estudis de Paganini, De Bériot i Kreutzer. Per a guitarra, destaquen els d'Heitor Villa-Lobos, Matteo Carcassi i Napoléon Coste.